# Alojz Goričan
Alojz Goričan, slovenski pravnik in politik, * 19. maj 1888, Spodnja Ložnica, † 17. februar 1968, Celje.

## Življenje in delo
Po končani gimnaziji je študiral pravo na Dunaju in tam leta 1916 tudi doktoriral. Po prvi svetovni vojni je bil odvetniški pripravnik pri znanem celjskem odvetniku, rodoljubu in politiku Vekoslavu Kukovcu. Po nekaj letih pripravništva je odprl samostojno odvetniško pisarno. Za župana Celja je bil na listi Narodno radikalne stranke izvoljen 19. junija 1927. Obdobje njegovega županovanja zaznamuje intenziven razvoj mesta, ki ga vedno bolj omejuje upravna delitev na mesto in ruralno okolico. Znotraj samega mesta pa se zaostrujejo stanovanjska, prostorska in socialna vprašanja. Splošna gospodarska kriza je po letu 1930 zamajala tudi temelje celjskega gospodarstva, katastrofalna poplava v letu 1933 pa je sicer napravila ogromno škodo, vendarle pa povzročila, da so v letu 1934 začeli s prvo etapo regulacije Savinje od sotočja Savinje in Voglajne do Tremerja. Politično to obdobje zaznamuje krepitev srbskega centralizma, ki preide v šestojanuarskodiktaturo, krepi pa se tudi vpliv celjskih Nemcev. To razgibano obdobje je pomenilo veliko breme tudi za Goričana, zato je 13. junija 1935 odstopil s položaja celjskega župana.